# Älvsbyns kommunala realskola
Älvsbyns kommunala realskola var en kommunal realskola i Älvsbyn verksam från 1944 till 1964.

## Historia
Skolan inrättades 1937 som en högre folkskola. Denna ombildades 1944 till en kommunal mellanskola med examensrättigheter från 1945. Denna skola ombildades sedan 1 juli 1952 till en kommunal realskola.
Realexamen gavs från 1945 till 1964.